# Chiesa di Sant'Andrea (Azzanello)
La chiesa di Sant'Andrea è il principale edificio di culto del comune italiano di Azzanello, in provincia e diocesi di Cremona. Sede parrocchiale, è parte della zona pastorale 2.

## Storia
La prima testimonianza riguardante la chiesa risale al 19 agosto 1052. Essa è citata, insieme ad un altro luogo di culto dedicato a san Quirico, in un atto notarile riguardante possedimenti situati tra Azzanello e Genivolta. Successivamente, l'edificio è citato nel Liber Synodalium del 1385.
Negli anni tra il 1519 e il 1522 ricevette la visita del vescovo Gerolamo Trevisan, mentre nel 1601 ricevette la visita pastorale di Cesare Speciano. Essa era inserita nel vicariato di Soresina, il clero era composto di un parroco e di un coadiutore e vi erano 1200 fedeli. Sotto la giurisdizione della parrocchia rientrava la chiesa dei Santi Quirico e Giovita (oggi sconsacrata e di proprietà del comune), retta dai Disciplini; era inoltre presente la società del Santissimo Sacramento.
Tra il 1836 e il 1840 si eseguirono lavori di prolungamento della chiesa, probabilmente verso la facciata attuale, forse progettata dall'architetto Luigi Voghera, che però risulta essere già morto quando i lavori furono completati. Nel 1858 furono eseguiti lavori di restauro sul campanile, mentre nel 1864 fu acquistato l'organo, realizzato dalla ditta Lingiardi e posto in controfacciata.
Nel 1953 la facciata fu rivestita in travertino, senza modificare la struttura originale, dandole così l’aspetto attuale. La lunetta centrale con il bassorilievo in marmo bianco è opera di Leone Lodi. Nel 1975, secondo quanto stabilito dal Concilio Vaticano II, si provvide a creare una mensa eucaristica rivolta verso il popolo. Essa fu ricavata staccando quella originariamente posta sotto il tabernacolo dell'altare maggiore. Quest'ultima fu sostituita con una nuova, realizzata dal marmista cremonese Ferraroni.
Tra il 2014 e il 2017 il campanile, che nel tempo aveva dato segni sempre più evidenti di cedimento, fu restaurato.

## Descrizione

### Esterno
La chiesa, orientata sull'asse est-ovest, presenta un copro centrale rettangolare, concluso sul lato orientale dal presbiterio rettangolare e dall'abside poligonale.
La facciata neoclassica, a salienti, è costituita nella parte centrale da due semicolonne ioniche sormontate dal timpano triangolare, coronato al centro da una croce metallica. Nello spazio centrale si apre il portale maggiore, inquadrato da due lesene e sormontato da una lunetta contenente un bassorilievo in marmo bianco, realizzato da Leone Lodi. Ai lati di essa si trovano due portali di dimensioni inferiori, decorati da un architrave aggettante sormontata da due finestre lunettate.
Addossato al lato meridionale si trova il campanile, sormontato da una guglia ogivale.

### Interno
La chiesa si presenta divisa in tre navate, di cui quella centrale coperta da una volta a botte lunettata che prosegue sul presbiterio, terminando sulla volta ad ombrello dell'abside, mentre quelle laterali, affiancate da tre cappelle per lato, sono coperte da volte a crociera. Altre due piccole cappelle si trovano all'altezza del nartece.
Sulla controfacciata si trova la cantoria contenente l'organo ottocentesco.
Il presbiterio, rialzato rispetto al piano dell'aula, è separato dal resto della chiesa da due balaustre marmoree (su cui si trovano fissati due leggii in marmo di Botticino) e contiene l'altare maggiore di epoca barocca. L'abside invece contiene il coro ligneo.